# Ролетт (округ, Північна Дакота)
Шаблон:StateAbbr_ 48°46′ пн. ш. 99°50′ зх. д. / 48.77° пн. ш. 99.84° зх. д.
Округ Ролетт (англ. Rolette County) — округ (графство) у штаті Північна Дакота, США. Ідентифікатор округу 38079.

## Історія
Округ утворений 1873 року.

## Демографія
За даними перепису 
2000 року 
загальне населення округу становило 13674 осіб, усе сільське.
Серед мешканців округу чоловіків було 6741, а жінок — 6933. В окрузі було 4556 домогосподарств, 3367 родин, які мешкали в 5027 будинках.
Середній розмір родини становив 3,45.
Віковий розподіл населення поданий у таблиці:
| Стать    | До 15 років | 15-21 | 22-29 | 30-39 | 40-49 | 50-65 | 65-85 | Понад 85 |
| -------- | ----------- | ----- | ----- | ----- | ----- | ----- | ----- | -------- |
| Чоловіки | 2144        | 853   | 574   | 881   | 842   | 870   | 523   | 54       |
| Жінки    | 1964        | 841   | 620   | 1000  | 918   | 842   | 636   | 112      |

## Суміжні округи
- Кіллерні-Тартл-Маунтін, Манітоба, Канада — північний схід
- Таунер — схід
- Пієрс — південь
- Боттіно — захід
- Бойзевейн-Мортон, Манітоба, Канада — північний захід

## Виноски
1. ↑  US Decennial Census. US Census Bureau. Процитовано 1 лютого 2015.
2. ↑  Historical Census Browser. University of Virginia Library. Архів оригіналу за 11 серпня 2012. Процитовано 1 лютого 2015.
3. ↑  Forstall, Richard L., ред. (20 квітня 1995). Population of Counties by Decennial Census: 1900 to 1990. US Census Bureau. Процитовано 1 лютого 2015.
4. ↑  Census 2000 PHC-T-4. Ranking Tables for Counties: 1990 and 2000 (PDF). US Census Bureau. 2 квітня 2001. Процитовано 1 лютого 2015.
5. ↑  State & County QuickFacts. Бюро перепису населення США. Архів оригіналу за 7 червня 2011. Процитовано 1 листопада 2013.(англ.) Наведено за англійською вікіпедією.
6. ↑  American FactFinder. Бюро перепису населення США. Архів оригіналу за 26 лютого 2012. Процитовано 31 січня 2008.

| США | Це незавершена стаття з географії США. Ви можете допомогти проєкту, виправивши або дописавши її. |